# Luwische Sprache
Luwisch war wahrscheinlich die am weitesten verbreitete anatolische Sprache. Sie wurde im 2. und 1. Jahrtausend v. Chr. in Anatolien gesprochen. Luwisch gliedert sich in die beiden Dialekte Keilschrift-Luwisch und Hieroglyphen-Luwisch, die verschiedene Schriftsysteme verwenden.
Unter dem Begriff luwische Sprachen fasst man neben den beiden luwischen Dialekten auch die innerhalb der anatolischen Sprachen dem Luwischen nahe verwandten Sprachen Lykisch, Karisch, Pisidisch und Sidetisch zusammen. Von diesen Sprachen ist das Luwische am besten belegt und erforscht.

## Klassifikation
Die luwischen Sprachen bilden zusammen mit dem Hethitischen, dem Palaischen und dem Lydischen die anatolischen Sprachen, einen bereits im 1. Jahrtausend v. Chr. ausgestorbenen Zweig der indogermanischen Sprachfamilie. Dem Luwischen am nächsten verwandt ist das Lykische; einige Sprachforscher halten es für möglich, dass Lykisch sogar ein direkter Nachfolger oder Dialekt des Luwischen ist. Andere lehnen diese Hypothese entschieden ab. Die Abgrenzung des Luwischen zum Pisidischen und Sidetischen, zwei kaum bekannten Sprachen, ist schwierig, und es kann nicht ausgeschlossen werden, dass es sich dabei um spätere Formen des Luwischen handelt. Hingegen kann das Karische als einzige luwische Sprache deutlicher vom eigentlichen Luwischen abgegrenzt werden.
Luwisch weist typische Merkmale einer älteren indogermanischen Sprache auf. Es ist eine flektierende Akkusativsprache mit einigen agglutinierenden Elementen. In der Morphologie zeigen sich große Ähnlichkeiten mit dem Hethitischen.

## Geschichte und Verbreitung

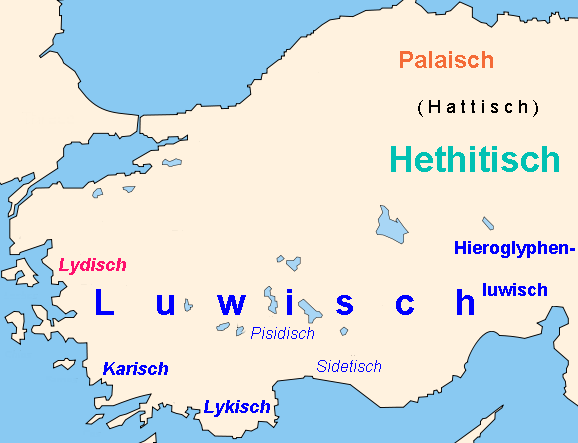
Verbreitung der anatolischen Sprachen während der späten Bronze- und Eisenzeit; in blau die luwischen Sprachen im weiteren Sinne

Verbreitungsgebiet der hieroglyphenluwischen Inschriften

Im 2. Jahrtausend v. Chr. wurde Luwisch in weiten Teilen des Hethiterreiches gesprochen, hauptsächlich in Süd- und Südwest-Anatolien; Zeugnisse der Sprache finden sich aber auch in den übrigen Gebieten Anatoliens und in Nord-Syrien. Eine genaue geographische Abgrenzung des Sprachgebietes ist schwierig und eine Rekonstruktion praktisch nur aufgrund der Inschriftenfunde möglich. Dabei ergeben sich Überlappungen mit dem vermuteten hethitischen Sprachgebiet. Die genaue Stellung der luwischen Sprache innerhalb des hethitischen Reiches ist unklar. Schon früh bestand ein sprachlicher Austausch zwischen Luwisch und Hethitisch, der im 13. Jahrhundert v. Chr. seinen Höhepunkt hatte. Dieser Einfluss wird durch zahlreiche luwische Lehnwörter im Hethitischen belegt.
Das Luwische ist auch noch nach dem Zusammenbruch des hethitischen Reiches (um 1200 v. Chr.) bis ins 7. Jahrhundert v. Chr. bezeugt. Einige Sprachforscher vertreten sogar die These, dass in der Spätzeit des hethischen Reiches im 13. Jahrhundert v. Chr. das Hethitische durch das Luwische als Alltagssprache verdrängt worden sei.
1995 kam bei Grabungen in Troja ein luwisches Siegel zum Vorschein. Dieser Fund führte zu Spekulationen, dass auch in Troja Luwisch gesprochen worden sei; in diesem Fall würde Troja aber isoliert außerhalb des bisher angenommenen luwischen Sprachbereiches liegen. Wahrscheinlich ist aber, dass engere Kontakte zwischen den Luwiern und Troja bestanden haben.

## Schrift und Dialekte
Die luwische Sprache gliedert sich in mehrere Dialekte, die in zwei verschiedenen Schriftsystemen festgehalten wurden: einerseits das Keilschrift-Luwische in der für das Hethitische adaptierten altbabylonischen Keilschrift, andererseits das Hieroglyphen-Luwische in der sogenannten luwischen Hieroglyphenschrift. Die Unterschiede zwischen den Dialekten sind minimal; sie betreffen Wortschatz, Stil und Grammatik. Die unterschiedliche Orthographie der beiden Schriftsysteme verdeckt jedoch gewisse Unterschiede. Weitere Dialekte, die zum Luwischen gerechnet werden, sind das Ištanuwische und – möglicherweise eher eine nahe verwandte Schwestersprache – die Sprache von Arzawa.

### Keilschrift-Luwisch
Keilschrift-Luwisch wurde von hethitischen Schreibern verwendet, die dabei die für das Hethitische übliche Keilschrift und auch die damit verbundenen Schreibkonventionen benutzten. Im Vergleich zum Hethitischen kommen Logogramme, also Zeichen mit einem bestimmten Symbolwert, seltener vor. Vor allem die Silbenzeichen der Keilschrift finden Anwendung. Sie sind vom Typ V, VK oder KV (V=Vokal, K=Konsonant). Ein auffälliges Merkmal ist die Plene-Schreibung gedehnter Vokale, auch am Wortanfang. Dazu wird der Vokal in der Schrift wiederholt, beispielsweise i-i-ti (statt i-ti) für īdi „er geht“ oder a-an-ta (statt an-ta) für ānda „in/hinein“.

### Hieroglyphen-Luwisch

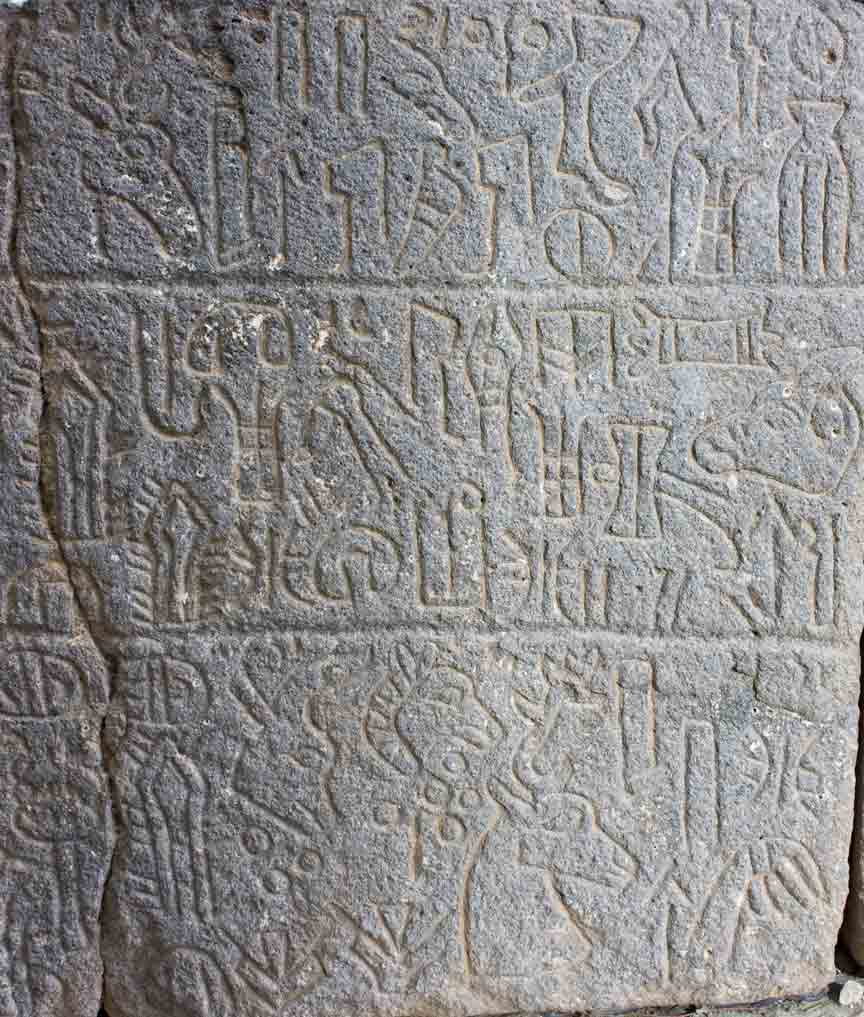
Hieroglyphenluwische Inschrift, Karatepe

Hieroglyphen-Luwisch wurde in einer Hieroglyphenschrift geschrieben, die – im Gegensatz zur Keilschrift – für die luwische Sprache erfunden worden war. Die Schrift, die insgesamt circa 350 Zeichen umfasst, besteht sowohl aus Logogrammen als auch aus Silbenzeichen, wobei die Logogramme primär sind und sich erst danach die Silbenzeichen daraus entwickelt haben. Das sieht man zum Beispiel beim Logogramm  tarri „drei“, woraus sich das Silbenzeichen tara/i entwickelt hat. Neben wenigen Zeichen der Form KVKV treten nur Silbenzeichen für V oder KV auf. Im Gegensatz zum Keilschrift-Luwischen wird keine Plene-Schreibung verwendet, zusätzliche Vokal-Zeichen können aber aus optisch-ästhetischen Gründen gesetzt werden.
Die Verwendung von Logogrammen und Silbenzeichen ergibt verschiedene Schreibmöglichkeiten für ein Wort (wie auch in anderen vergleichbaren Schriftsystemen, zum Beispiel der sumerischen Keilschrift oder den ägyptischen Hieroglyphen), hier am Beispiel des luwischen Wortes für „Kuh“ (im Nominativ Singular) dargestellt. Logogramme werden in der Transliteration üblicherweise mit einem lateinischen Begriff in Großbuchstaben wiedergegeben, in diesem Fall mit „bos“, der geschlechtsneutralen lateinischen Bezeichnung für „Rind“.
- BOS – nur mit Logogramm,
- wa/i-wa/i-sa – nur in Silbenschrift,
- BOS-wa/i-sa – Logogramm mit phonetischem Komplement, welches die Aussprache des Logogramms verdeutlicht,
- (BOS) wa/i-wa/i-sa – Silbenschrift mit vorangestelltem Logogramm, welches als Determinativ fungiert und anzeigt, dass die Bezeichnung einer Kuh folgt.

Zur Kennzeichnung eines Wortanfangs kann ein spezielles Wort-Trennzeichen  eingesetzt werden, sein Gebrauch ist aber fakultativ und auch innerhalb einzelner Texte nicht konsistent. Logogramme können (wie auch im Ägyptischen) durch einen speziellen Logogramm-Markierer  von den Silbenzeichen unterschieden werden, aber diese Unterscheidung wird nur sporadisch durchgeführt.
Die Schreibrichtung der Schrift ist nicht eindeutig festgelegt. Links-nach-rechts- und Rechts-nach-links-Schreibung sind ebenso möglich wie das Bustrophedon, also mit jeder Zeile wechselnde Richtung. Die Ausrichtung der Schriftzeichen folgt der Schreibrichtung. Aus ästhetischen Gründen kommt es vor, dass zusätzlich die Reihenfolge von Zeichen vertauscht wird.
In der Hieroglyphen-Schrift wird ein n vor anderen Konsonanten nicht ausgedrückt. Zum Beispiel steht die Schreibung a-mi-za für aminza. Der Konsonant r nimmt eine Sonderstellung ein: nur für die Silbe ru existiert ein eigenes Zeichen; die anderen r-haltigen Zeichen werden durch Modifikation anderer Silbenzeichen gebildet, indem diesen ein Schrägstrich angehängt wird. Aus dem Silbenzeichen tu beispielsweise wird dadurch tura oder turi. Silbenzeichen für Ka und Ki stimmen oft überein: zum Beispiel kann das Zeichen wa auch für wi stehen. Im Laufe der Schriftentwicklung entstanden aber für einige Silben neue Zeichen, welche auch a- und i-Vokalisierung unterscheiden: Durch das doppelte Unterstreichen eines Zeichens wird klar, dass es von der Form Ka ist, wobei die nicht-unterstrichene Zeichenform dann nur noch den Wert Ki behält, beispielsweise  za gegenüber  zi.
Die Schrift ist in Unicode im Block Anatolische Hieroglyphen enthalten und ist somit für den Gebrauch auf Computersystemen standardisiert.

## Wissenschaftsgeschichte
Luwisch in Form des Keilschrift-Luwischen wurde bei der Entzifferung des Hethitischen bereits 1919 von Emil Forrer als eigenständige, aber verwandte Sprache erkannt. Weitere große Fortschritte in der Erforschung der Sprache geschahen nach dem Zweiten Weltkrieg mit der Publikation und Analyse einer größeren Zahl von Texten; darunter fallen Arbeiten von Bernhard Rosenkranz, Heinrich Otten und Emmanuel Laroche. Ein wichtiger Impuls kam 1985 von Frank Starke durch die Neuordnung des Text-Corpus.
Die Entzifferung und Einordnung des Hieroglyphen-Luwischen bereitete wesentlich größere Schwierigkeiten. In den 1920er Jahren scheiterten verschiedene Versuche, in den 1930er Jahren gelang die korrekte Zuordnung einzelner Logogramme und Silbenzeichen. Über die Einordnung der Sprache war man sich zu jenem Zeitpunkt noch nicht einig, betrachtete es aber als eine Form des Hethitischen und bezeichnete die Sprache demzufolge als Hieroglyphen-Hethitisch. Nach einer Unterbrechung der Forschungstätigkeit durch den Zweiten Weltkrieg glückte 1947 der entscheidende Durchbruch aufgrund der Entdeckung und Publikation einer phönizisch-hieroglyphenluwischen Bilingue durch Helmuth Theodor Bossert. Die Lesung vieler Silbenzeichen blieb aber nach heutigem Verständnis fehlerhaft, und so wurde die nahe Verwandtschaft der beiden luwischen Dialekte noch nicht erkannt.
In den 1970er Jahren wurde nach einer gründlichen Revision der Lesung vieler Hieroglyphen durch John David Hawkins, Anna Morpurgo Davies und Günter Neumann klar, dass es sich beim Hieroglyphen-Luwischen um einen dem Keilschrift-Luwischen nahe verwandten Dialekt handelte. Diese Revision geht kurioserweise auf einen Fund außerhalb des Siedlungsbereiches der Luwier zurück, nämlich auf Maßangaben urartäischer Gefäße, die zwar in hieroglyphen-luwischer Schrift, aber in urartäischer Sprache verfasst waren: Dem bis dahin als ī gelesenen Zeichen  konnte der Lautwert za zugeordnet werden, was eine Kettenreaktion auslöste und zu einer ganzen Reihe neuer Lesungen führte. Seit diesem Zeitpunkt konzentriert sich die Forschung darauf, die Gemeinsamkeiten der beiden luwischen Dialekte besser herauszuarbeiten, was zu einem wesentlich besseren Verständnis des Luwischen geführt hat.

## Phonologie
Die Rekonstruktion des luwischen Phonembestandes stützt sich hauptsächlich auf die schriftliche Überlieferung und auf Vergleiche mit bekannten indogermanischen Sprachentwicklungen.
Die folgende Tabelle stellt einen minimalen Konsonantenvorrat dar, der aus der Schrift rekonstruiert werden kann. Die Existenz weiterer Konsonanten, die in der Schrift nicht unterschieden werden, ist möglich. Die uvularen Frikative [χ] und [ʁ] stellen eine Möglichkeit dar, wie -h- und -hh- wiederzugeben sein könnten, ebenso gut wären velare Frikative [x] und [ɣ] oder pharyngale Frikative [ħ] und [ʕ] denkbar. Beim Keilschrift-Luwischen wird in der Transliteration traditionellerweise š von einem s unterschieden, da es sich ursprünglich um verschiedene Zeichen für zwei verschiedene Laute handelte, beim Luwischen stellen die Zeichen wahrscheinlich denselben Laut s dar.
|                        | bilabial | bilabial | alveolar | alveolar | palatal | palatal | velar | velar | uvular | uvular |
| ---------------------- | -------- | -------- | -------- | -------- | ------- | ------- | ----- | ----- | ------ | ------ |
| stl.                   | sth.     | stl.     | sth.     | stl.     | sth.    | stl.    | sth.  | stl.  | sth.   |        |
| Plosive                | p        | b        | t        | d        |         |         | k     | g     |        |        |
| Nasale                 |          | m        |          | n        |         |         |       |       |        |        |
| Vibranten              |          |          |          | r        |         |         |       |       |        |        |
| Frikative              |          |          | s        | z        |         |         |       |       | χ      | ʁ      |
| Affrikaten             |          |          | ts       | dz       |         |         |       |       |        |        |
| Approximanten          |          | w        |          |          |         | j       |       |       |        |        |
| laterale Approximanten |          |          |          | l        |         |         |       |       |        |        |

Das Luwische kennt nur drei Vokale, nämlich a, i und u, die kurz oder gedehnt auftreten. Unterschiedliche Länge ist jedoch nicht bedeutungsunterscheidend, sondern hängt mit der Betonung und Wortstellung zusammen. Beispielsweise tritt annan selbständig als Adverb ānnan „darunter“ oder als Präposition annān pātanza „unter den Füßen“ auf.
An lautlichen Entwicklungen im Luwischen ist der Rhotazismus erwähnenswert: Selten können d, l und n zu r werden, zum Beispiel īdi „er geht“ zu īri oder wala- „sterben“ zu wara-. Zudem kann ein d am Wortende verloren gehen und ein s zwischen zwei dentalen Konsonanten eingefügt werden, aus *ad-tuwari wird aztuwari „ihr esst“ (ds und z sind phonetisch gleichwertig).

## Grammatik

### Nominalmorphologie
Unterschieden werden zwei Geschlechter: belebt bzw. gemeinschaftlich (commune, Utrum) und unbelebt bzw. sächlich (neutral, Neutrum). Es gibt zwei Numeri: Singular und Plural; einige belebte Substantive können neben dem reinen Zähl-Plural auch einen kollektiven Plural bilden. Das Luwische kennt sechs verschiedene Kasus: Nominativ, Genitiv, Dativ-Lokativ, Akkusativ, Ablativ-Instrumental und Vokativ. In ihrer Funktion entsprechen Nominativ, Genitiv, Dativ und Akkusativ im Wesentlichen derjenigen, die sie auch im Deutschen einnehmen. Der Ablativ-Instrumental wird zur Angabe von Mittel und Zweck verwendet. Der Vokativ als Anrede-Kasus tritt selten und nur im Singular auf.
|                             | Singular     | Plural       |
| --------------------------- | ------------ | ------------ |
| Nominativ communis          | -s           | -anzi, -inzi |
| Akkusativ communis          | -n, -an      | -anzi, -inzi |
| Nominativ/Akkusativ neutrum | -Ø, -n       | -a, -aya     |
| Genitiv                     | -s, -si      | –            |
| Dativ-Lokativ               | -i, -iya, -a | -anza        |
| Ablativ-Instrumental        | -ati         | -ati         |

Beim Genus commune tritt zwischen Wortstamm und Kasus-Endung zusätzlich ein -i-. Im Hieroglyphen-Luwischen wird die Endung von Nominativ/Akkusativ Neutrum durch eine Partikel -sa/-za ergänzt. Beim Genitiv weichen Keilschrift-Luwisch und Hieroglyphen-Luwisch stärker voneinander ab. Nur das Hieroglyphen-Luwische kennt eine Kasus-Endung für den Genitiv. Im Keilschrift-Luwischen muss der Genitiv durch ein Bezugs-Adjektiv ersetzt werden. Dazu wird an den Stamm des Substantivs ein adjektivierendes Wortbildungsmorphem angehängt und das neue Wort wie ein Adjektiv dekliniert. Diese Konstruktion ist auch im Hieroglyphen-Luwischen möglich, wo sie sogar kombiniert mit der Genitiv-Endung auftreten kann.

#### Adjektive
| Kasus                       | Singular | Plural  |
| --------------------------- | -------- | ------- |
| Nominativ communis          | -asis    | -asinzi |
| Akkusativ communis          | -asin    | -asinzi |
| Nominativ/Akkusativ neutrum | -asanza  | -asa    |
| Dativ-Lokativ               | -asan    | -asanza |
| Ablativ-Instrumental        | -asati   | -asati  |

Adjektive stimmen mit ihrem Bezugswort in Numerus und Genus überein. Formen für Nominativ und Akkusativ werden nur für das Genus commune unterschieden, und auch dort nur im Singular. Aus Gründen der Übersichtlichkeit sind in der Tabelle nur die mit -a beginnenden Wortendungen angegeben, je nach Wortstamm kann -a auch zu -i werden. Die Formen stützen sich hauptsächlich auf die Formen der Substantiv-Deklination, wobei ein -as- vor die Kasusendung tritt, die bei einem Substantiv zu erwarten wäre.

#### Pronomina
Das Luwische verfügt über die für anatolische Sprachen typischen Personalpronomina sowie auf apa- und za-/zi- aufbauende Demonstrativpronomina. Die Deklination ist ähnlich wie im Hethitischen, für das Personalpronomen sind aber nicht alle Kasus bezeugt. In der 3. Person tritt an die Stelle des Personalpronomens das Demonstrativpronomen apa-.
|             |            | Personalpronomen | Personalpronomen    | Possessivpronomen |
| ----------- | ---------- | ---------------- | ------------------- | ----------------- |
| selbständig | enklitisch | selbständig      |                     |                   |
| Singular    | 1. Person  | amu, mu          | -mu, -mi            | ama-              |
| Singular    | 2. Person  | tu, ti           | -tu, -ti            | tuwa-             |
| Singular    | 3. Person  | (apa-)           | -as, -ata, -an, -du | apasa-            |
| Plural      | 1. Person  | anzas, anza      | -anza               | anza-             |
| Plural      | 2. Person  | unzas, unza      | -manza              | unza-             |
| Plural      | 3. Person  | (apa-)           | -ata, -manza        | apasa-            |

Possessivpronomina und das Demonstrativpronomen auf apa- werden wie Adjektive dekliniert; von den Personalpronomina sind jeweils die bekannten Formen angegeben, wobei die unterschiedliche Verwendung der verschiedenen Personalpronomina nicht ganz klar ist, auch nicht die Unterscheidung verschiedener Kasus.
Neben den in der Tabelle dargestellten Formen besitzt das Luwische ein Demonstrativpronomen vom Stamm za-/zi-, von dem nicht in allen Kasus Formen bekannt sind, und das regelmäßig deklinierte Relativ- und Interrogativpronomen kwis (Nom. Sing. com.), kwin (Akk. Sing. com.), kwinzi (Nom./Akk. Plur. com.), kwati (Dat./Abl. Sing.), kwanza (Nom./Akk. Plur. neut.), kwaya. Einige Indefinitpronomina mit noch nicht völlig klarer Bedeutung sind ebenfalls überliefert.

### Verbalmorphologie
Das Luwische unterscheidet, wie in den anatolischen Sprachen üblich, zwei Numeri, Singular und Plural, sowie drei Personen. Es gibt zwei Modi, Indikativ und Imperativ, aber keinen Konjunktiv und keinen Optativ. Nur aktive Formen sind bisher bekannt, aber die Existenz eines Medio-Passivs wird vermutet. Nur zwei Zeitstufen werden unterschieden, Präsens und Präteritum; das Präsens übernimmt auch die Funktion des Futurs.
|          |           | Präsens | Präteritum | Imperativ |
| -------- | --------- | ------- | ---------- | --------- |
| Singular | 1. Person | -wi     | -ha        | –         |
| Singular | 2. Person | -si     | -ta        | Ø         |
| Singular | 3. Person | -ti(r)  | -ta(r)     | -tu(r)    |
| Plural   | 1. Person | -mina   | -hana      | –         |
| Plural   | 2. Person | -tani   | -tan       | -tanu     |
| Plural   | 3. Person | -nti    | -nta       | -ntu      |

Die Konjugation weist große Ähnlichkeiten mit der hethitischen ḫḫi-Konjugation auf. Im Indikativ Präsens sind für die 2. Person Singular auch Formen auf -tisa und für die 3. Person Singular auch Formen auf -i und -ia belegt.
Ein einziges Partizip kann mit dem Suffix -a(i)mma gebildet werden. Es hat passivische Bedeutung für transitive Verben und stativische Bedeutung für intransitive Verben. Der Infinitiv endet auf -una.

### Syntax
Die übliche Wortstellung ist Subjekt-Objekt-Verb, zur Betonung von Wörtern oder Satzteilen können diese jedoch an den Anfang gestellt werden. Relativsätze werden normalerweise dem Hauptsatz vorangestellt, die umgekehrte Reihenfolge ist aber ebenfalls möglich. Abhängige Bezugsworte oder Adjektive stehen in der Regel vor dem Wort, auf das sie sich beziehen.
Der Koordination der Nebensätze dienen verschiedene Konjunktionen mit temporaler oder konditioneller Bedeutung. Es gibt keine beiordnende Konjunktion; Hauptsätze können aber durch enklitisches -ha koordiniert werden, das an das erste Wort des nachfolgenden Satzes angehängt wird. In Erzählungen werden Sätze mit prosekutiven Konjunktionen verbunden: a-, vor das erste Wort des Satzes angefügt, ist inhaltlich als „und dann“ zu verstehen; pā als selbständige Konjunktion am Satzanfang oder enklitisches -pa zeigen in der Erzählung Opposition oder einen Wechsel des Themas an.

## Wortschatz und Texte
Der bekannte luwische Wortschatz besteht zum größten Teil aus dem rein indogermanischen Erbwortschatz. Fremdwörter für verschiedene technische und religiöse Bereiche stammen hauptsächlich aus dem Hurritischen, wobei sie später über das Luwische auch in die hethitische Sprache übernommen wurden.
Das erhaltene Textcorpus des Luwischen setzt sich vor allem aus keilschriftlichen Ritualtexten aus dem 16. und 15. Jh. v. Chr. und hieroglyphischen Monumentalinschriften zusammen. Hinzu kommen einige Briefe und Wirtschaftsdokumente. Die meisten hieroglyphischen Inschriften stammen aus dem 12. bis 7. Jahrhundert v. Chr., also aus der Zeit nach dem Zerfall des hethitischen Großreichs.
Weitere schriftliche Zeugnisse sind hieroglyphen-luwische Siegel aus der Zeit vom 16. Jahrhundert bis ins 7. Jahrhundert. Siegel aus der Zeit des hethitischen Reiches sind oft digraphisch abgefasst, sowohl in luwischen Hieroglyphen als auch in Keilschrift. Allerdings werden auf den Siegeln praktisch nur Logogramme verwendet. Das Fehlen von Silbenzeichen macht einen Rückschluss auf die Aussprache der auf den Siegeln genannten Namen und Titel unmöglich, also auch eine sichere Zuordnung zu einer der verschiedenen Sprachen.

## Didaktik des Luwischen
Das Studium der luwischen Sprache fällt in das Gebiet des Faches Hethitologie bzw. Altanatolistik, das an deutschsprachigen Universitäten meist durch die Fächer Altorientalistik und Indogermanistik vertreten wird, die in unregelmäßigen Abständen Einführungen in die luwische Sprache geben. Dabei werden in der Altorientalistik meist Kenntnisse der Keilschrift und des Hethitischen vorausgesetzt. Außerdem interessieren sich Vertreter von vorderasiatischer Archäologie, Epigraphik, Alter Geschichte, Paläographie und Religionsgeschichte für Sprache, Archäologie, Geschichte, Kultur und Religion der Luwier.

## Textbeispiel
Das Textbeispiel stammt aus der phönizisch-hieroglyphenluwischen Bilingue von Karatepe. Diese Hieroglyphen sind von rechts nach links zu lesen. Verschiedene typische Merkmale des Hieroglyphen-Luwischen treten dabei hervor:
- Die Schriftzeichen sind gemäß der Schreibrichtung von rechts nach links ausgerichtet.
- Die Zeilen sind zentriert; es wird Wert auf ein ästhetisches Gesamterscheinungsbild des Textes gelegt.
- Der Beginn eines neuen Wortes wird nur unregelmäßig durch  angezeigt.
- Logogramme werden teilweise (DIES in der ersten Zeile), aber nicht immer (URBS auch in der ersten Zeile) mit den Logogramm-Markern  versehen.
- Für gleiche Wörter gibt es verschiedene Schreibweisen; tawiyan sowohl als VERSUS-na als auch als VERSUS-ia-na, wobei zudem das na-Zeichen variiert wird.

Umzeichnung:
| Transliteration | a3-wa/i                    | a2-mi-za                 | (DIES) ha-li-ia-za | a3-tana-wa/i-ni2-zi (URBS)        | FINES-zi           |
| Analyse         | a+wa                       | am-inza                  | haliy-anza         | Adana+wann-inzi                   | irh-inzi           |
| Grammatik       | Konjunktion + direkte Rede | „mein“ 1. Sg. Poss. Lok. | "Tage" Lok. Pl.    | "Adana" + Adjektivierer, Akk. Pl. | "Grenzen" Akk. Pl. |

| Transliteration | (MANUS) la-tara/i-ha     | zi-na           | OCCIDENS-pa-mi    | VERSUS-ia-na            |
| Analyse         | ladara-ha                | zina            | ipam-i            | tawiyan                 |
| Grammatik       | "erweitern" 1. Sg. Prät. | „einerseits“(*) | "Westen" Lok. Sg. | "Richtung" Postposition |

| Transliteration | zi-pa-wa/i                                | ORIENS-ta-mi     | VERSUS-na               |
| Analyse         | zin+pa+wa                                 | isatam-i         | tawiyan                 |
| Grammatik       | „andererseits“(*) + „aber“ + direkte Rede | „Osten“ Lok. Sg. | „Richtung“ Postposition |

* zin(a) ist eigentlich das Adverb „hier“, welches vom Demonstrativpronomen za-/zi- abgeleitet ist; in der Verbindung zin(a)... zin(a)... übernimmt es aber die Funktion einer Konjunktion, die im Deutschen am besten mit „einerseits ... andererseits ...“ wiedergegeben wird.
Übersetzung:
«In meinen Tagen erweiterte ich das adanische Gebiet einerseits gegen Westen, aber andererseits auch gegen Osten.»